# ブムタン語
ブムタン語(チベット文字：བུམ་ཐང་ཁ་、ワイリー方式：bum thang kha)は、シナ・チベット語族チベット・ビルマ語派に属する言語である。ブムタンカとも呼ばれる。一方で、ブムタンカ語と呼ばれることもあるが、ゾンカ語同様に「カ」は「言語」をあらわす。ブータンのブムタン県とその周辺の県で話されている.。またブータン中部の主要言語になっている。

## 関連言語
歴史的に近接する中部および東部のブータンのチベット諸語の言語の話者と密接な関わりを持っていたため、ブムタン語、クルテプ語やヌプビ語 、ケン語はブムタン諸語と考えることもできる。
ブムタン語は辞書的な類似性において、ブータンの他の言語と比較すると、ケン語は92%、ニェン語は75～77%、クルテプ語は70～73％と高いが、ゾンカ語は47%～52%、ツァンラ語は40～50%と低くなる。また、メンパ人のツォナ・メンパ語とも近い関係にある。

ブータンの言語分布